# آرداک آبیتونیان
آرداک گئورگی آبیتونیان (Արտակ Գևորգի Ապիտոնյան؛ زادهٔ ۲۶ اوت ۱۹۷۱) یک دیپلمات اهل ارمنستان است وی از سال ۲۰۱۳ تا سال ۲۰۱۸ سفیر تام‌الاختیار و فوق‌العاده جمهوری ارمنستان در کشورهای سوئد و فنلاند بود.

## زندگی‌نامه
وی در ۲۶ اوت ۱۹۷۱ در آلاشکرت به دنیا آمد و از دانشکده مطالعات شرقی دانشگاه دولتی ایروان فارغ‌التحصیل گشت. وی متأهل و صاحب سه فرزند است. آبیتونیان مسلط به سه زبان روسی، انگلیسی و عربی می‌باشد.